# Marcin Danielewski
Marcin Danielewski (ur. 22 lutego 1984 w Radziejowie) – polski archeolog, doktor habilitowany nauk humanistycznych. Specjalizuje się w archeologii i historii średniowiecza. Profesor uczelni na Wydziale Archeologii Uniwersytetu im. Adama Mickiewicza w Poznaniu. Członek Polskiego Towarzystwa Historycznego i Polsko-Czeskiego Towarzystwa Naukowego, przedstawiciel dyscypliny archeologia w radzie naukowej Muzeum im. Jana Kasprowicza w Inowrocławiu. Uczestnik kilkunastu archeologicznych badań wykopaliskowych w Polsce i za granicą oraz kilku projektów badawczych. Autor blisko osiemdziesięciu publikacji naukowych, w tym trzech monografii. Zainteresowania badawcze autora oscylują wokół grodów, gospodarki władztwa Piastów, stosunków polsko-ruskich w okresie wczesnego średniowiecza, obrządku pogrzebowego na Słowiańszczyźnie, osadnictwa grodowego na Kujawach oraz we wschodniej Wielkopolsce historical reenactment.
Pracę magisterską na kierunku archeologia obronił w Instytucie Prahistorii UAM w Poznaniu w 2009 roku (promotorką była prof. dr hab. Hanna Kóčka-Krenz). W tym samym roku uzyskał także tytuł zawodowy magistra historii w Instytucie Historii UAM w Poznaniu (promotorem był prof. dr hab. Józef Dobosz). Stopień doktorski otrzymał w 2013 roku na podstawie pracy pt. Sieć grodowa na Kujawach oraz jej funkcje od połowy X do końca XIII wieku (promotorem był prof. dr hab. Zbyszko Górczak). Habilitował się w 2020 roku na podstawie oceny dorobku naukowego i rozprawy pt. Cuiavia Christiana. U progu chrześcijaństwa i Kościoła na Kujawach w X – XII wieku. W latach 2018–2022 kierował projektem naukowym pt. Gród w Grzybowie i jego zaplecze osadnicze w kontekście pogłębionych badań interdyscyplinarnych (numer 2017/25/B/HS3/00016) finansowanym przez Narodowe Centrum Nauki.

## Książki
- Sieć grodowa na Kujawach oraz jej funkcje od połowy X do końca XIII wieku, Poznań 2016;
- Wojenny Poznań. Fortyfikacje i walki o miasto do XVIII wieku, Poznań 2017, (współautorzy Karol Kościelniak, Zbigniew Pilarczyk);
- Cuiavia Christiana. U progu chrześcijaństwa i Kościoła na Kujawach w X – XII wieku, Poznań 2019.
- The stronghold in Grzybowo in the context of interdisciplinary research into the functions of early medieval strongholds from the 10th and 11th centuries, Poznań 2021.